# Епархия Гизы (Коптская католическая церковь)
Епархия Гизы (лат. Eparchia Gizensis) — епархия Коптской католической церкви с центром в городе Гиза, Египет.

## История
21 марта 2003 года Римский папа Иоанн Павел II учредил епархию Гизы Коптской католической церкви, выделив её из епархии Александрии.

## Ординарии епархии
- епископ Andraos Salama (21.03.2003 — 6.12.2005);
- епископ Antonios Aziz Mina (27.12.2005 — по настоящее время).

## Источник
- Annuario Pontificio, Libreria Editrice Vaticana, Città del Vaticano, 2003, ISBN 88-209-7422-3